# Asterodiscides fourmanoiri
Asterodiscides fourmanoiri is een zeester uit de familie Asterodiscididae.
De wetenschappelijke naam van de soort werd in 1985 gepubliceerd door Rowe.